# Sedad Hakkı Eldem

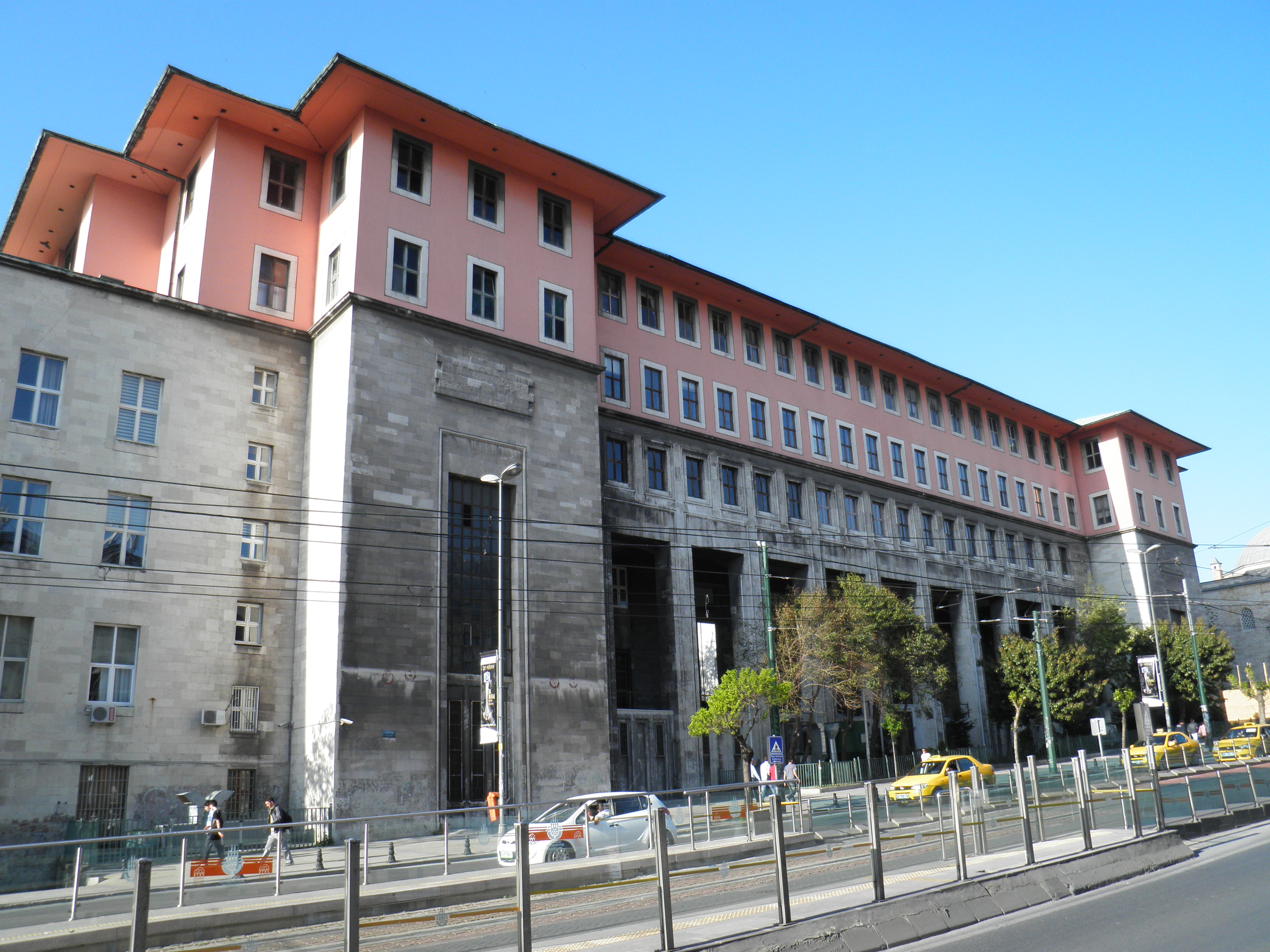
Facoltà di letteratura dell'università di Istanbul, opera di Sedad Hakkı Eldem e Emin Onat, a Beyazıt, Fatih

Ömer Sedad Hakkı Eldem (Istanbul, 18 agosto 1908 – Istanbul, 7 settembre 1980) è stato un architetto turco.

## Carriera
Nato a Costantinopoli (oggi Istanbul) nel 1908, studiò all'Accademia statale di belle arti della medesima città (1924-1928), istituzione dove insegnò dal 1934 fino al suo pensionamento. 
Pioniere dell'architettura moderna nel suo paese e definito spesso Architetto di Stato, fu influenzato dall'architetto svizzero Le Corbusier, uno dei padri del razionalismo in architettura.
Successivamente ritornò all'architettura tradizionale ottomana, pur essendo influenzato dall'architettura organica di Frank Lloyd Wright. In questo stile realizzò principalmente case e ville, come la villa Ağaoğlu a Istanbul (1936), la casa di Rıza Derviş a Büyükada (1956), la casa Uşaklıgil a Emirgan (1956-1965), la villa di Suna Kıraç a Vaniköy (1965), la villa di Semsettin Sirer a Yeniköy (1966-1967) e la villa di Rahmi Koç a Tarabya (1975-1980). 
Contemporaneamente, in altre opere sviluppò uno stile ispirato all'architettura orientale, soprattutto persiana, e al monumentalismo classicista di Paul Bonatz, presente soprattutto negli edifici pubblici: Facoltà di Lettere dell'Università di Istanbul (1942-1944), Facoltà di Scienze presso l'Università di Ankara (1943-1945), il Palazzo di Giustizia di Istanbul (1948), gli uffici della previdenza sociale a Istanbul (1962-1964) e l'Ambasciata dei Paesi Bassi ad Ankara (1973). 
Un'altra opera rilevante di Eldem fu l'Hilton Hotel di Istanbul (1952-1955), realizzato con l'artista Gordon Bun Shaft: questo lavoro lo avvicinò al razionalismo, stile con il quale progettò anche la Biblioteca Atatürk a Taksim (1973-1975). 
Sedad Hakkı Eldem si dedicò anche al campo delle ricerche: nel 1955 pubblicò Tipologia delle dimore turche, frutto dei suoi studi sulla casa turca, sulle edicole e sui giardini ottomani dal XVI al XIX secolo .

## Riconoscimenti
Nel 1986 gli è stato assegnato il Premio Aga Khan per l'architettura per il suo complesso di previdenza sociale a Istanbul.